# Milan, Novi Meksiko
Milan je selo u okrugu Ciboli u američkoj saveznoj državi Novom Meksiku. Prema popisu stanovništva SAD 2010. u ovdje je živjelo 3245 stanovnika. 

## Zemljopis
Nalazi se na 35°10′37″N 107°53′43″W / 35.17694°N 107.89528°W (35.176950, -107.895301). Prema Uredu SAD-a za popis stanovništva, zauzima 11,25 km2 površine, od čega 11,24 suhozemne.

## Stanovništvo
Prema podatcima popisa 2000. u Milanu bilo je 1891 stanovnik, 673 kućanstva i 475 obitelji, a stanovništvo po rasi bili su 51,03% bijelci, 1,32% afroamerikanci, 13,96% Indijanci, 28,87% ostalih rasa, 4,81% dviju ili više rasa. Hispanoamerikanaca i Latinoamerikanaca svih rasa bilo je 52,30%.